# Seyyed Jowzar
Seyyed Jowzar (persiska: سید جوزر, سِيِّد جُّزَر) är en ort i Iran.   Den ligger i provinsen Hormozgan, i den sydöstra delen av landet, 900 km söder om huvudstaden Teheran. Seyyed Jowzar ligger 689 meter över havet och antalet invånare är 318.
Terrängen runt Seyyed Jowzar är varierad. Runt Seyyed Jowzar är det glesbefolkat, med 8 invånare per kvadratkilometer. Närmaste större samhälle är Gahkom, 14,0 km öster om Seyyed Jowzar. Trakten runt Seyyed Jowzar är ofruktbar med lite eller ingen växtlighet.